# Слінг-бікіні

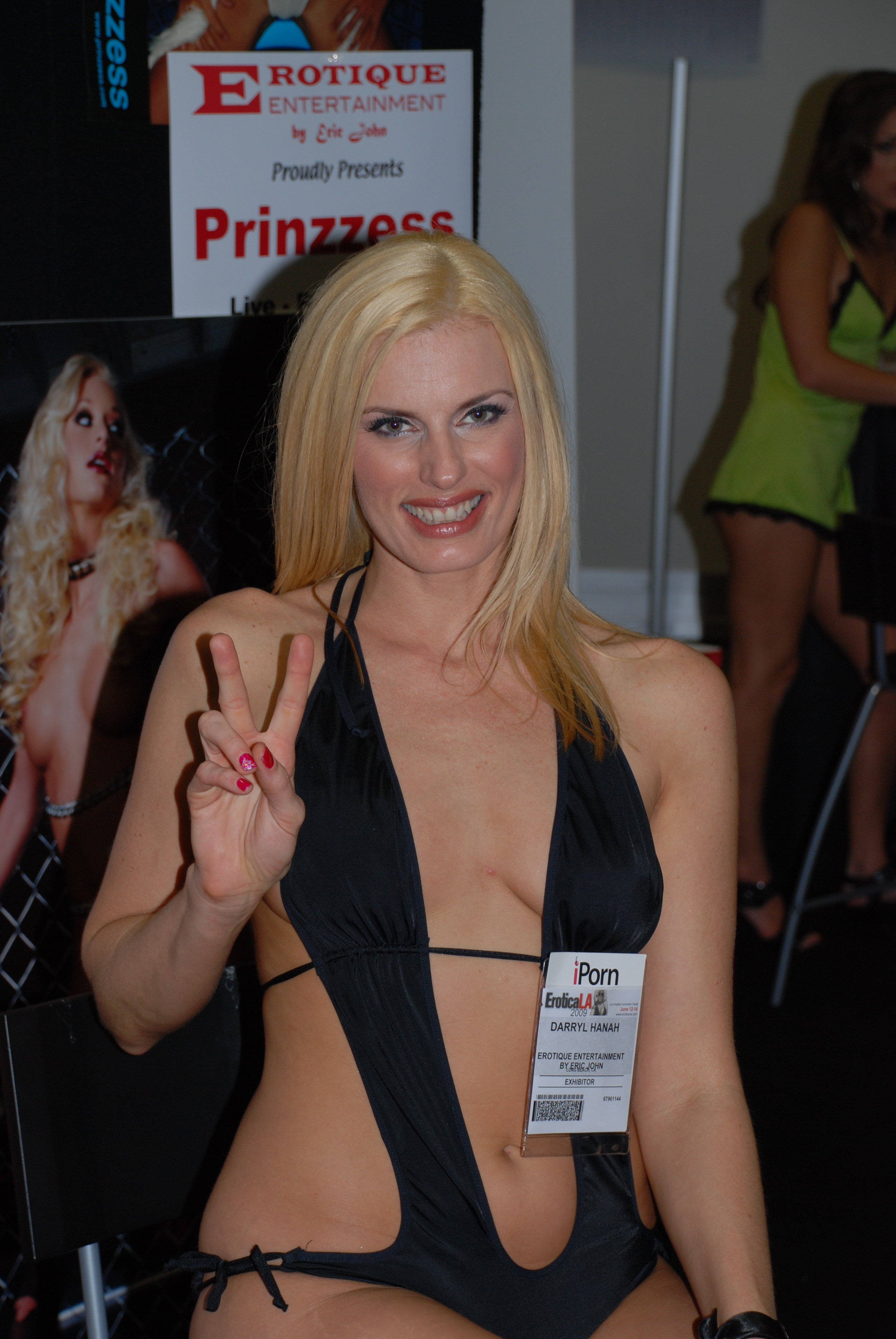
Дерріл Гана у слінг-бікіні.

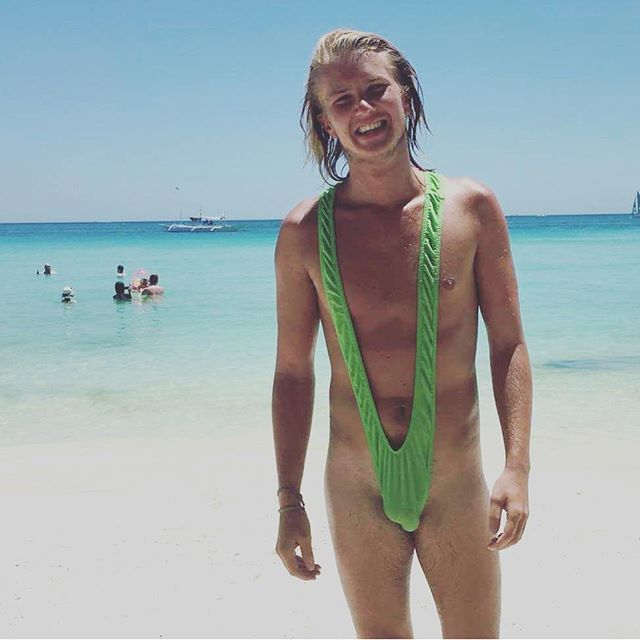
Манкіні

Слінг-бікіні (англ. sling swimsuit, suspender bikini, suspender thong, slingshot bikini, розм. slingshot) — різновид купального костюму (бікіні), який тримається на тілі за рахунок шийних або плечових кріплень. Ступінь покриття слінг-бікіні може бути різним: від значного (майже як у монокіні), до мінімального (як у мікрокіні). Назва утворена від англ. slingshot («рогатка») — за схожість з нею характерної Y-подібної форми купальника. Чоловічий варіант слінг-бікіні називається «манкіні» (від man + bikini).
Історія слінг-бікіні починається на початку 1990-х: разом з впровадженням лайкри як матеріалу для купальників. Найбільшу популярність воно має на пляжах Європи, включаючи Сен-Тропе, Марбелью, Міконос і Ібіцу.

## Опис
Нижня частина слінг-бікіні аналогічна такої в інших типів купальників, але кріплення розташовані не по боках тіла, а йдуть догори, частково прикривають груди, проходять над плечима і спускаються униз, де з'єднуються з ласткою (в інших варіантах — з'єднуються разом на задній частині шиї). Існують варіанти, де бретелі не підіймаються прямо до плечей, а спочатку по діагоналі заходять за спину, там перехрещуються і через плечі спускаються на груди, потім знову йдуть назад, де кріпляться до ластки. Сіднична частина може виконуватися як у стрингів або танга. Бокові частини тулуба залишаються непокритими, такий купальник забезпечує покриття ділянки лобка, а також сосків.
Варіант, де смуги-кріплення додатково з'єднуються між собою смужками за шиєю і в ділянці діафрагми, називається «претцель» (pretzel swimsuit), окремі моделі нагадують звичайні монокіні з розрізами. Екстремальні варіанти слінг-бікіні (з відкритими сосками і промежиною) іноді називаються «пікабу» (peekaboo, букв. — гра «ку-ку»).

### Манкіні
Манкіні — чоловічий варіант слінг-бікіні. Отримав популярність завдяки комедійному актору Саші Барону Коену, що носив його в фільмі «Борат». Шум здійнявся під час Каннського кінофестивалю в травні 2006, коли актор в своєму образі Бората позував на пляжі в світному зеленому манкіні разом з чотирма моделями. У фільмі «Гномео та Джульєта» один з садових гномиків також носить манкіні (газети стали називати купальник Borat-Mankini).

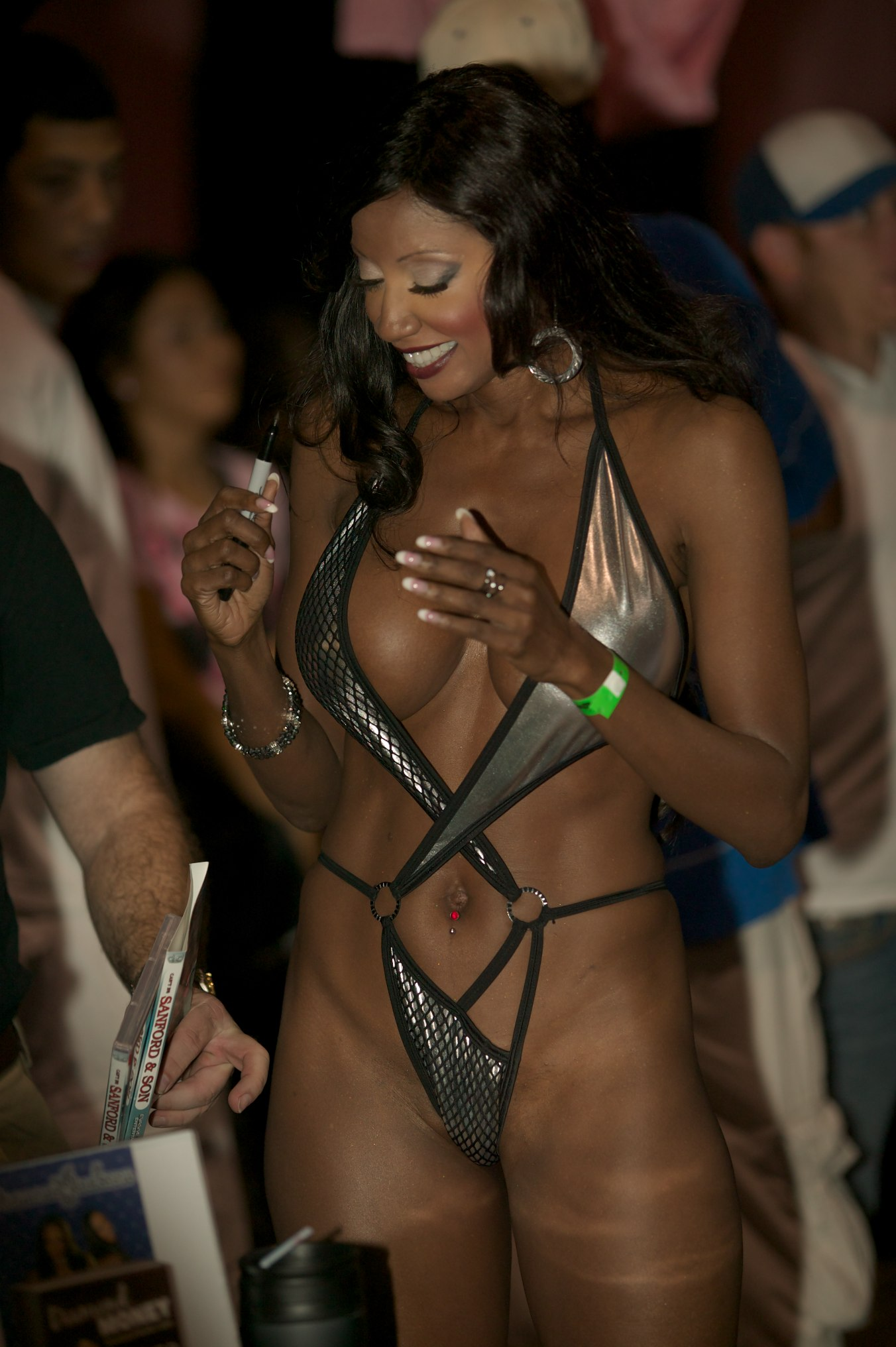
Дайамонд Джексон у слінгбікіні
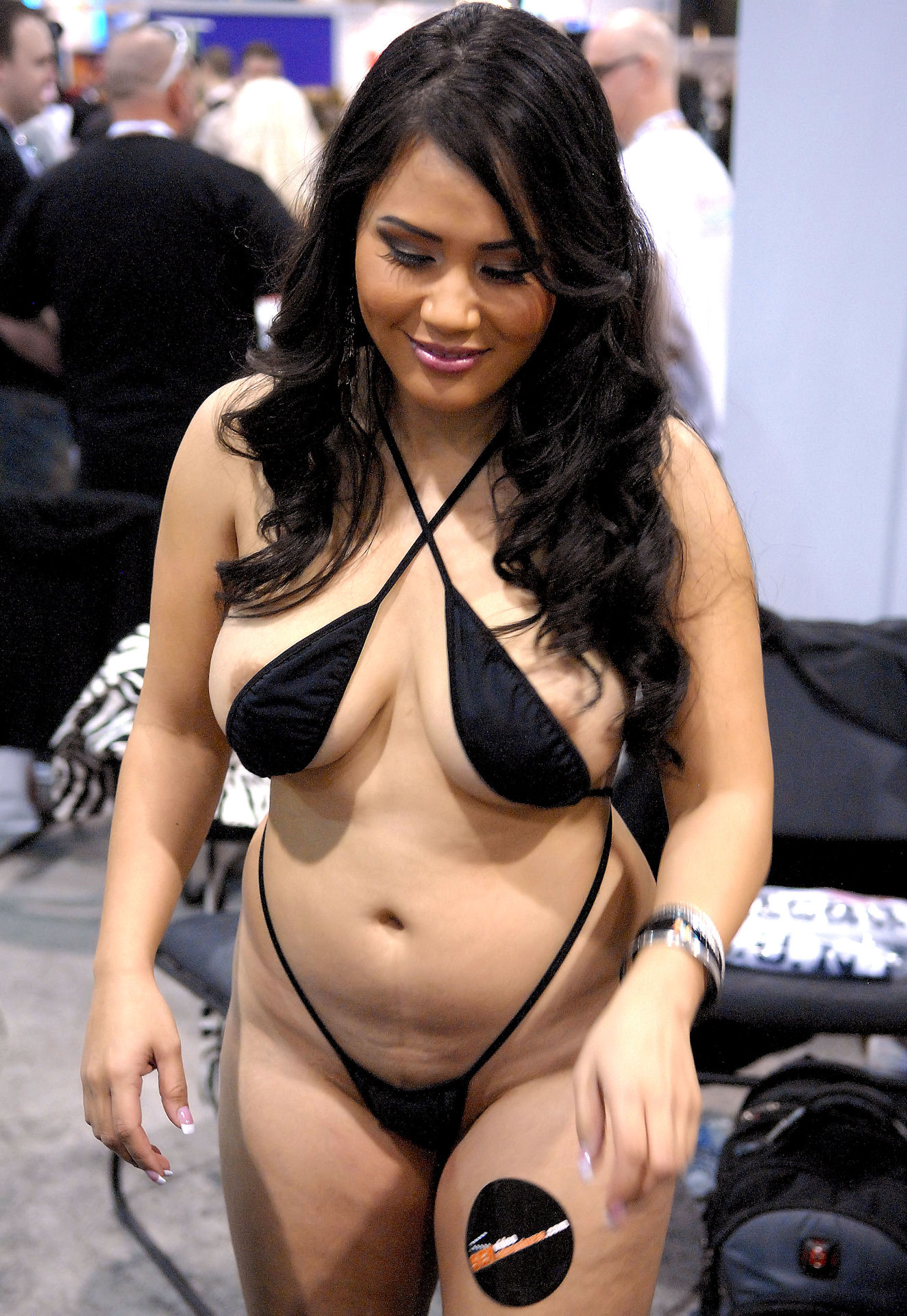
Джессіка Бангкок у мікроваріанті слінг-бікіні
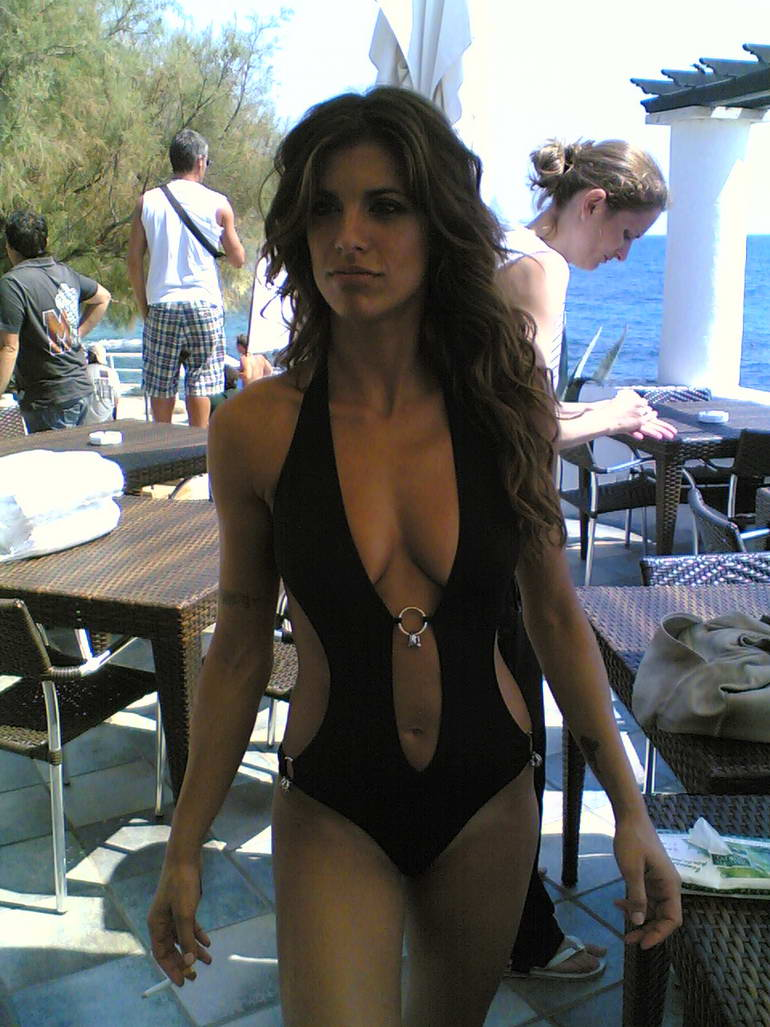
Елізабетта Каналіс у слінг-бікіні, що нагадує закрите монокіні
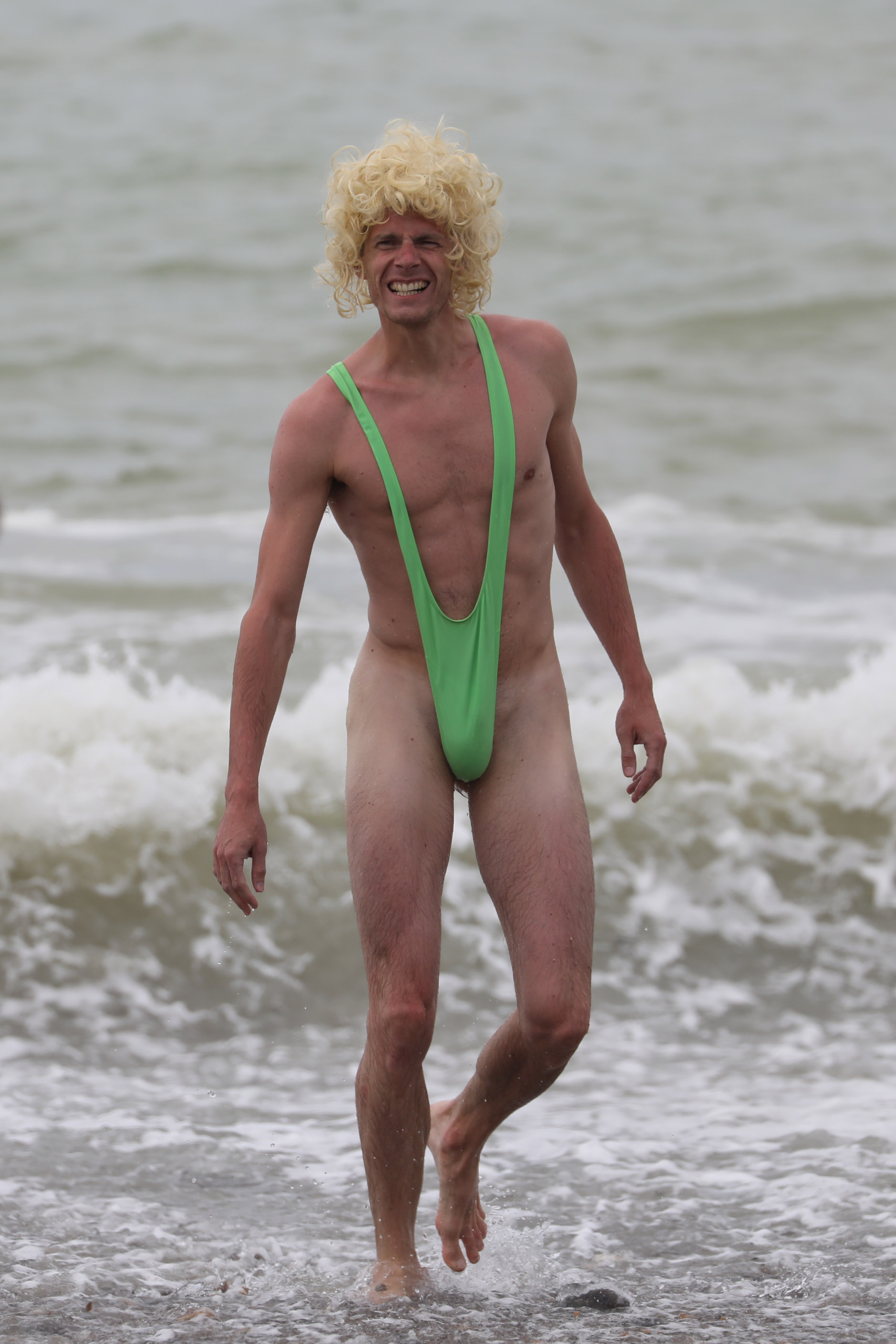
Саша Барон Коен у манкіні в фільмі «Борат»